# The Milk-Eyed Mender
The Milk-Eyed Mender — дебютный альбом американской певицы и арфистки Джоанны Ньюсом (англ. Joanna Newsom), изданный 23 марта 2004 года на лейбле Drag City.
Альбом попал в Топ-20 газеты Village Voice в рейтинге Pazz & Jop, по результатам голосования, проведенного в 2004 году.
Приятель из Сан-Франциско из группы The Pleased, Ноа Джордсон, спродюсировал и записал альбом, исполнил гитарные партии в двух композициях и бэк-вокальную партию в одной.
Обложка была создана Эмили Принс и фотографом Алиссой Андерсон. В работе Ньюсом помогали бывшие участники её турне: Уилл Олдхэм, Девендра Банхарт и Vetiver и многие другие.

## Список композиций
Все композиции написаны самой Джоанной, за исключением Three Little Babes, являющейся народной песней.
1. «Bridges and Balloons» — 3:42
2. «Sprout and the Bean» — 4:32
3. «The Book of Right-On» — 4:29
4. «Sadie» — 6:02
5. «Inflammatory Writ» — 2:50
6. «This Side of the Blue» — 5:21
7. «„En Gallop“» — 5:07
8. «Cassiopeia» — 3:20
9. «Peach, Plum, Pear» — 3:34
10. «Swansea» — 5:05
11. «Three Little Babes» (народная) — 3:42
12. «Clam, Crab, Cockle, Cowrie» — 4:21